# La Couleur pourpre
« The Color Purple » redirige ici. Pour les autres significations, voir La Couleur pourpre (homonymie).
Pour les films, voir La Couleur pourpre (film, 1985) et La Couleur pourpre (film, 2023).
Pour la comédie musicale, voir The Color Purple (comédie musicale).
La Couleur pourpre (titre original : The Color Purple) est un roman épistolaire écrit par Alice Walker, publié en 1982. Le roman obtient le prix Pulitzer de la fiction et le National Book Award en 1983. Il est adapté au cinéma par Steven Spielberg, sous le titre La Couleur pourpre (The Color Purple), en 1985, en comédie musicale, La Couleur pourpre de Gary Griffin (en), en 2005, et connaît en 2023 une nouvelle adaptation musicale au cinéma, toujours nommée La Couleur poupre, produite par Oprah Winfrey, Steven  Spielberg et Quincy Jones. 
Parue en 1984, sous le titre Cher bon Dieu, la traduction française, signée par Mimi Perrin, prend son titre actuel en 1986.
L'histoire se situe principalement dans la campagne géorgienne où on suit la vie d'une femme sur une trentaine d'années à travers tous les déboires de la vie dus à sa position sociale minime dans la société américaine des années 1900 à 1930. Le roman fut fréquemment la cible de la censure et figure dans la liste 1990–1999 des 100 livres les plus fréquemment censurés de l'American Library Association à la dix-septième place, à cause de la violence qui y est exprimée par un langage peu châtié et un contenu sexuellement explicite.

## Résumé
L'histoire est racontée sous forme de journal intime et de lettres, ce qui en fait un roman épistolaire.
Celie est une jeune femme noire des années 1930, pauvre et sans éducation, vivant en Géorgie. Elle est enlevée à l'âge de 14 ans par un homme qu'elle appelle Pa et qui la mettra enceinte deux fois. Ses enfants disparaissent tous les deux. Celie pense qu'ils ont certainement été tués par leur père, jusqu'au jour où elle rencontre, en ville, une petite fille qui lui ressemble fortement. Celie est mariée contre sa volonté à monsieur Johnson. Ce dernier avait d'abord demandé au père de Celie la permission d'épouser sa jeune sœur, Nettie. Peu de temps après avoir emménagé dans sa nouvelle demeure, Nettie la rejoint, essayant ainsi d'échapper, elle aussi, aux abus domestiques de Pa. Après une tentative de viol de monsieur Johnson envers Nettie, il la chasse, et sur les conseils de Celie, Nettie se rend chez le pasteur local et promet d'écrire à Celie. Mais le temps passe et Celie ne reçoit aucun courrier : elle en conclut que Nettie est morte.
Dans ses écrits, Celie parle de son mari sous le nom de « Monsieur », et on découvre bien plus loin dans le roman que son prénom est Albert. Un de ses fils, Harpo, tombe amoureux de Sofia, une femme rondelette et au physique aussi imposant que sa personnalité. Et bien qu'Harpo et son père tentent de la soumettre à leur autorité, Sofia ne se laisse pas faire. Celie encourage d'abord ce comportement d'intimidation envers Sofia; en tant qu'inférieure à un homme, c'est la seule manière de vivre qu’elle ait jamais connue, mais lorsqu'elle est confrontée à Sofia, elle réalise son erreur. Celie est à la fois fascinée et intimidée par l'esprit fort de Sofia, ainsi que par les défis lancés à l'égard de l'autorité de son mari.
« Monsieur » a, depuis un certain temps, une maîtresse. C'est une chanteuse du nom de Shug Avery. Elle vient habiter un jour chez « Monsieur » à cause de ses problèmes de santé. Comme « Monsieur », Shug manque tout d'abord d'un total respect envers Celie et la vie qu'elle mène. Elle fait comme son amant abusant des services de Celie et ajoutant à son humiliation. Pourtant Celie se sent intriguée et curieuse de cette version de la femme libérée. Les deux femmes vont commencer à se connaître. Et à travers sa relation avec Shug, Celie prend conscience qu'elle aussi est digne d'être aimée et respectée. Quand Shug découvre que « Monsieur » bat Celie, elle choisit de rester encore quelque temps dans leur maison pour la protéger.
Après plusieurs années de combat permanent, Sofia quitte Harpo en emmenant ses enfants avec elle. Pendant ce temps, Celie et Shug tissent des liens très forts et deviennent amantes. Shug aide Celie à découvrir sa sexualité en tant que femme. Mais quand Sofia revient dans la ville pour une visite, elle se retrouve impliquée dans une bagarre avec la nouvelle petite amie de Harpo, Mary Agnes, surnommée « Squeak » à cause de sa voix aiguë.
Un jour, la femme du maire, miss Millie, demande à Sofia de travailler à son service. Mais quand Sofia décline l'embauche avec un « diable, non », le maire la gifle, sans prendre garde à son tempérament fougueux. Elle lui retourne sa gifle et l'assomme. À la suite de quoi elle est arrêtée pour avoir frappé un homme blanc. Sofia se fait battre sévèrement en prison et doit sortir au bout de douze ans. La séparation de sa famille et la privation de sa liberté ont fait d'elle une femme brisée. Après une tentative d'intervention, Squeak se fait violer par un gardien de prison blanc à qui elle doit sa peine. La sentence de Sofia est écourtée et elle est dans l'obligation de se mettre au service de la femme du maire pour le restant de ses jours.
Après sa tournée de chant, Shug revient en tant que femme mariée à Grady. Celie est blessée par cette relation car elle se sent trahie, mais elle finit par l'accepter. Car en dehors de Nettie, Shug est la seule personne qui ait vraiment aimé Celie.
Une nuit, alors que Shug demande à Celie des nouvelles de Nettie, Celie lui répond qu'elle la croit morte, car elle n'a jamais écrit malgré sa promesse. Shug informe Celie qu'elle a vu « Monsieur » cacher de mystérieuses lettres dans une malle et elle lui suggère de se mettre à enquêter. C'est donc ce qu'elles font, et trouvent des dizaines de lettres écrites par Nettie à Celie depuis toutes ces années. Ces lettres racontent le voyage de Nettie en Afrique avec un couple de missionnaires, Samuel et Corrine, ainsi que leurs enfants adoptés, Olivia et Adam. Lorsque Corrine tombe malade, Samuel raconte à Nettie comment ils ont adopté leurs enfants et que sa femme pense que Celie est leur mère biologique à cause de leur étroite ressemblance. Il s'avère donc qu'Olivia et Adam sont les enfants que Celie a perdu il y a très longtemps, et donc que Nettie est leur tante. Elle apprend aussi qu'Alphonso (Pa) n'est pas le père de Celie ni de Nettie mais leur beau-père. Leur père biologique, un propriétaire de magasin, étant décédé dans un lynchage par un groupe d'hommes blancs à cause de sa trop grande réussite. Après que Corrine a pris connaissance de l'histoire de Nettie, elle meurt, et Samuel et Nettie découvrent qu'ils sont amoureux, ils finissent par se marier.
Après avoir lu les lettres et appris la vérité sur ces enfants et son vrai père, Celie rend visite à Alphonso pour qu'il confirme lui-même cette histoire, ce qu'il fait. Celie trouve son autonomie; lors du dîner, un soir, elle fait éclater sa colère contre « Monsieur », lui reprochant les années où il lui a menti et l'a humiliée. Shug, Celie et Squeak décident de partir pour le Tennessee, où elles montent une affaire lucrative de confection de vêtements. Celie revient en Géorgie et s'aperçoit que « Monsieur » a changé aussi son comportement et ses habitudes et apprend qu'Alphonso est mort. Elle découvre que la boutique, la maison et les terres qu'elle croyait appartenir à Alphonso ont été léguées par sa mère à elle et à sa sœur Nettie. Celie décide alors de revenir s'installer dans la maison qui lui appartient désormais, et remonte son atelier de couture. Peu de temps après, Shug fait une dernière tournée comme au temps de sa jeunesse accompagnée de Germaine (qui est un homme), âgé de seulement 19 ans.
Pendant ce temps, Nettie et Samuel préparent leur retour en Amérique. Adam se marie avec Tashi, une jeune africaine qui a subi les rituels douloureux des mutilations féminines et la scarification du visage. Adam a également subi la scarification du visage en signe de solidarité. Nettie écrit à Celie que sa famille est sur le chemin du retour.
Celie est à présent une femme indépendante. Celie et « Monsieur » sont finalement réconciliés, mais ils restent des amis et non plus un couple. Il l'aide dans son magasin, cousant avec elle sous le porche. Sofia et Harpo se réconcilient aussi et Sofia travaille également avec Celie dans la boutique de confection de pantalons. Shug revient, satisfaite de sa dernière tournée et prête à se fixer. Nettie et Samuel sont enfin là avec leurs enfants, et Celie et Nettie sont enfin réunies pour leur bonheur.

## Adaptations
- 1985 : La Couleur pourpre, film américain réalisé par Steven Spielberg, avec notamment Whoopi Goldberg dans le rôle de Celie, Danny Glover et Oprah Winfrey.  Ce film n'obtient aucun Oscar du cinéma malgré ses 11 nominations. Le film remporte un certain succès public. De nombreuses critiques considéraient l'œuvre comme méritant une récompense pour la meilleure photographie de l'année[4], notamment le critique de cinéma Roger Ebert[5].
- 2005: The Color Purple, comédie musicale américaine de Gary Griffin
- 2023 : La Couleur pourpre, film américain produit par Oprah Winfrey et Steven Spielberg, issu de la comédie musicale de 2005.